# Tõnu Mets
Tõnu Mets (* 1. Juni 1943 in Tartu; † 17. April 2019 ebenda) war ein estnischer Radrennfahrer und nationaler Meister im Radsport.

## Sportliche Laufbahn
Mets war im Straßenradsport aktiv. 1957 begann er in der früheren Sowjetunion mit dem Radsport. 1962 wurde er Meister der Junioren im Mannschaftszeitfahren. 1966 und 1969 gewann er die nationale Meisterschaft im Straßenrennen. 1965 und 1968 war er Vizemeister im Straßenrennen, 1965 im Einzelzeitfahren sowie 1966 im Paarzeitfahren geworden. Von 1964 bis 1969 wurde er insgesamt achtmal estnischer Meister in verschiedenen Radsportdisziplinen. Später war er in verschiedenen Funktionen für die estnische Nationalmannschaft tätig.